# Jacques Chapelon
Jacques Jean Marie Chapelon, né le 21 février 1884 à Paris et mort le 18 mars 1973 dans la même ville, est un mathématicien français.

## Biographie
Orphelin de père, Jacques Chapelon a des débuts quelque peu difficiles. Malgré un intérêt précoce pour la science, il renonce à se présenter au concours de l'École normale supérieure lorsqu’il est reçu à l’École polytechnique en 1905,. Il en sort 5e, ce qui lui permet de choisir l’École des mines de Paris comme école d’application. Il y entre le 1er octobre 1907, en même temps que d'autres polytechniciens de sa promotion, en particulier Léon Daum et Georges Painvin et est nommé ingénieur du corps des mines le 1er novembre 1911. Il poursuit une carrière d'ingénieur chargé du contrôle minéralogique à Grenoble (il finira sa carrière comme ingénieur général des Mines), tout en continuant des études scientifiques. Il soutient une thèse de doctorat à la Faculté des sciences de Paris en 1914 sur les formes quadratiques,.
Pendant la Première Guerre mondiale, Chapelon est intégré dans les services de repérage par le son (SRS). Capitaine d'artillerie en 1918, il est placé à la tête du SR8, positionné près de Beaumont-en-Beine, qui a contribué à la détection des batteries tirant sur Paris. Il est aussi l'assistant du lieutenant-colonel Henri Albert Noirel au Centre de perfectionnement des Sections de repérage qui fut créé en fin 1917 à
à St-Jean-sur-Moivre, « pour mettre les officiers des Sections au courant des nouvelles
méthodes de tir et les faire participer, en liaison avec l'artillerie et dans un champ
de tir, à toutes les expériences de repérage et de réglage susceptibles de les intéresser ».
En 1919, Chapelon est nommé à la Faculté des sciences de Lille, alors en pleine reconstruction. Il occupe la chaire d’analyse supérieure et de calcul des probabilités, laissée vacante par le départ à la retraite de Gustave Demartres. Mais il passe plusieurs années (1924-1925, puis 1927-1929) à l'université de Toronto, se faisant remplacer à Lille par Henri Milloux. À Toronto, il donne en anglais un cours sur les fonctions elliptiques modulaires (suivi en particulier par Cecilia Krieger) et, plus généralement, initie l’université aux méthodes modernes. Il est membre de la délégation officielle française au Congrès international des mathématiciens qui se tient à Toronto en août 1924 ; il y représente l’université de Lille avec Jean Chazy, puis fait partie du comité éditorial des Proceedings du Congrès, sous la direction de J. C. Fields.
En 1925, il est délégué de l'Académie des sciences française au bicentenaire de l'Académie des sciences de Russie (qui vient d'être rebaptisée Académie des sciences de l'URSS), aux côtés de Paul Langevin et de Sylvain Lévi. Plus généralement, Chapelon maintient des contacts étroits avec les recherches qui se font en URSS, en Chine, en Pologne et en Hongrie. Ses opinions politiques sont marquées à gauche : en 1927, il est décrit dans Le Populaire, hebdomadaire du parti socialiste, comme « le camarade Jacques Chapelon de la 4e section » et à sa mort comme « un militant fidèle du mouvement communiste français et de la pensée marxiste ». Il fait partie à partir de 1944 du comité de patronage de La Pensée, aux côtés de Louis Aragon, Charles Koechlin ou Robert Debré,,.
De 1937 à 1954, Chapelon cumule son poste à Lille (où il ne réside pas) avec une chaire à l’École polytechnique, où il prend la succession de Jacques Hadamard. Il y assure un des premiers cours de statistiques utilisant des méthodes probabilistes ; y figurent les séries statistiques linéaires, la loi de Gauss-Laplace, l’application de cette loi aux erreurs accidentelles, les séries statistiques à
double entrée, la corrélation et la loi de Bravais, et l’application aux principes de la probabilité des
tirs ainsi qu’à la mécanique statistique,,. Selon Laurent Schwartz, si « comme savant, [Chapelon] ne pouvait être comparé à Paul Lévy, ses cours étaient pourtant clairs et très appréciés ». Il participe par ailleurs à la Résistance universitaire pendant l'Occupation.
Chapelon est président de la Société mathématique de France en 1944. Il participe à la Commission de terminologie statistique de l’AFNOR, constituée à l’initiative d'Ernest Lhoste en 1944.
Il a été incinéré le 24 mars 1973 au crématorium du Père-Lachaise.

## Travaux
Les recherches de Chapelon en théorie des nombres portent surtout sur la théorie des formes quadratiques, une thématique qui s'inscrit dans la tradition de Charles Hermite et qui est représentée en France au début du XXe siècle par Georges Humbert, à qui Chapelon dédie sa thèse,. Dans sa thèse, il s'intéresse aux nombres F(N) des classes de formes quadratiques binaires positives à coefficients entiers, {\displaystyle ax^{2}+2bxy+cy^{2}} (avec a ou c impairs et {\displaystyle ac-b^{2}=N}), et à leurs relations, en particulier leurs sommes sur certaines classes de congruence ; partant des travaux de Charles Hermite, de Karel Petr et de Georges Humbert, Chapelon utilise des transformations {\displaystyle \theta } afin d’exprimer {\displaystyle \sum F(8N-4-x^{2}),\sum F(N-x^{2})}, etc., où x parcourt des classes de congruences modulo 5 ou 10, en fonction du nombre de représentations d’un entier par certaines formes quadratiques à 4 variables et de fonctions arithmétiques élémentaires. Il en déduit la démonstration d'identités laissées sans preuve par Joseph Liouville, comme le fait que {\displaystyle F(10m)+2\sum F(10m-25t^{2})=2\phi (m)}, où {\displaystyle \phi (m)} est la somme des diviseurs de m, pour m impair et premier à 5. La même approche lui permet d'obtenir des informations sur le nombre de représentations des entiers par des formes quadratiques de la forme {\displaystyle a_{1}x_{1}^{2}+a_{2}x_{2}^{2}+a_{3}x_{3}^{2}+a_{4}x_{4}^{2}+a_{5}x_{5}^{2}+a_{6}x_{6}^{2},} où les coefficients {\displaystyle a_{i}} sont 1 ou 5, ou encore des relations entre minima de formes.
Chapelon a par ailleurs consacré plusieurs publications à la probabilités et à l'hydrodynamique.
Il a également écrit des articles d'intérêt général sur les mathématiques. Il y compare, par exemple, l'enseignement donné en France et celui donné dans les pays anglophones, opposant « la haute tenue philosophique » du premier, qui « laisse peut-être un peu croire à ses élèves que l'on peut construire une représentation adéquate du monde en partant de quelques grands principes abstraits d'une vérité immuable et éternelle », au « caractère beaucoup plus concret » du second, qui « tend peut-être trop à laisser croire aux élèves que l'on peut atteindre le réel en se confiant à l'heureuse chance des constatations empiriques ». En 1939, il rédige un article sur le rôle de la Révolution française dans les sciences, concluant que « la puissance culturelle de l'humanité ne doit pas être recherchée dans la prétendue élite d'une classe dirigeante, mais dans les profondeurs des masses des peuples libres ». Il préface l'ouvrage de Gaston Casanova, Mathématiques et matérialisme dialectique, publié aux Éditions ouvrières en 1947, et consacre un chapitre aux liens entre l'évolution des mathématiques et le développement social dans l'ouvrage dirigé par François Le Lionnais, et paru en 1948, Les Grands Courants de la pensée mathématique.

## Sélection de publications
- Jacques Chapelon, « Sur les représentations d’un nombre entier par certaines formes à six variables », Comptes rendus hebdomadaires des séances de l'Académie des sciences, vol. 179,‎ 1924, p. 93-94.

- Jacques Chapelon, « Sur les minima des formes quadratiques binaires et positives », Journal de mathématiques pures et appliquées, vol. (9) 9,‎ 1930, p. 391-417.

- Jacques Chapelon, « Sur un théorème fondamental du calcul des probabilités », Journal de l'École polytechnique, vol. (3)143,‎ 1937, p. 161-172.

- Jacques Chapelon, « Sur le problème de la roue », Bulletin de la  Société mathématique de France, vol. 65,‎ 1937, p. 109-118.

- Jacques Chapelon, « Les mathématiques et le développement social », dans François Le Lionnais (dir.), Les Grands Courants de la pensée mathématique, Rivages, 1948, p. 511-519.